# Indiaporã
Indiaporã es un municipio brasileño del estado de São Paulo. Se localiza a una latitud 19º58'48" sur y a una longitud 50º17'23" oeste, estando a una altitud de 440 metros. La ciudad tiene una población de 3.903 habitantes (IBGE/2010). Indiaporã pertenece a la Microrregión de Fernandópolis.

## Geografía
Posee un área de 279,6 km².

### Clima
El clima de Indiaporã puede ser clasificado como clima tropical de sabana (Aw), de acuerdo con la clasificación climática de Köppen.

## Demografía
Datos del Censo - 2010
Población total: 3.903
- Urbana: 3.379
- Rural: 524
- Hombres: 1.920[5]
- Mujeres: 1.983

Densidad demográfica (hab./km²): 13,96
Mortalidad infantil hasta 1 año (por mil): 15,97
Expectativa de vida (años): 71,17
Tasa de fertilidad (hijos por mujer): 2,02
Tasa de alfabetización: 86,03%
Índice de Desarrollo Humano (IDH-M): 0,772
- IDH-M Salario: 0,692
- IDH-M Longevidad: 0,769
- IDH-M Educación: 0,856

(Fuente: IPEAFecha)

## Religión
El Cristianismo está presente en la ciudad de la siguiente manera:

### Iglesia Católica
La iglesia católica del municipio forma parte de la Diócesis de Jales.

### Iglesia Protestante
En la ciudad están presentes las más diversas creencias evangélicas, principalmente pentecostales, incluidas las Asambleas de Dios de Brasil (la iglesia evangélica más grande del país), Congregación Cristiana, entre otras. Estas denominaciones están creciendo cada vez más en todo Brasil.